# Castillo Tottori

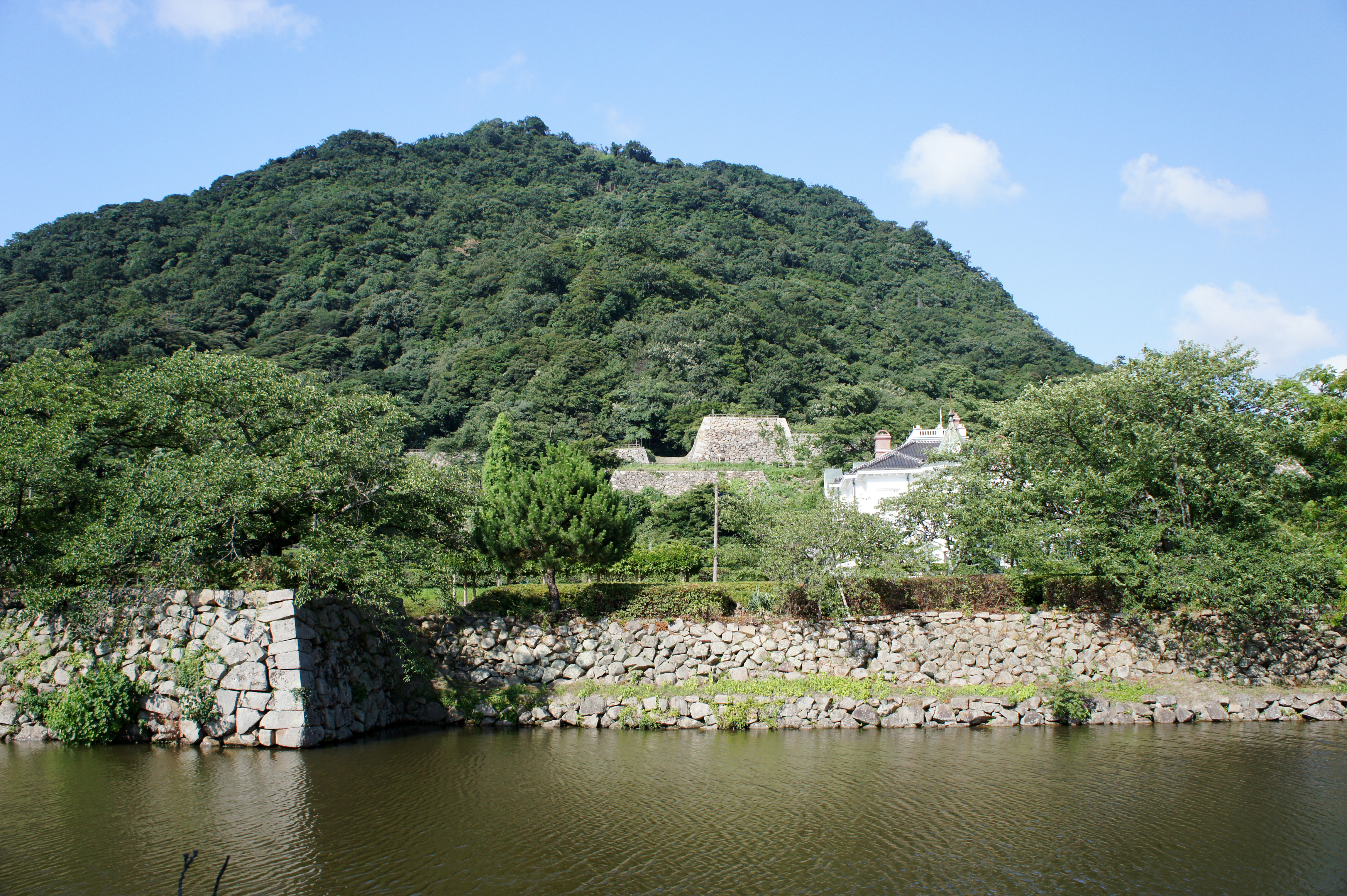
Ruinas del castillo.

El Castillo Tottori (鳥取城 Tottori-jō?) fue un castillo japonés del tipo yamashiro que fungió como castillo principal del han (feudo) de Tottori.
Durante finales del siglo XII, después de la Guerra Genpei, el nuevo shōgun Minamoto no Yoritomo le concedió el han de Tottori a Nasu no Kagetoki, el héroe de la Batalla de Yashima, aunque éste lo perdió después de perder una competencia de caza.
Quizá lo que ha hecho más famoso al castillo es debido al Asedio de Tottori de 1581 por parte de Toyotomi Hideyoshi de 200 días de duración, después de los cuales los ocupantes liderados por Kikkawa Tsuneie tuvieron que rendirse debido a la hambruna.
Actualmente solo existen pocas ruinas del castillo, entre las que se encuentran algunas secciones del muro y una de las puertas.